# Новопавловка (смт)
Новопа́вловка (рос. Новопавловка) — селище міського типу у складі Петровськ-Забайкальського району Забайкальського краю, Росія. Адміністративний центр Новопавловського міського поселення.

## Населення
Населення — 3941 особа (2010; 4288 у 2002).